# Gréens villa

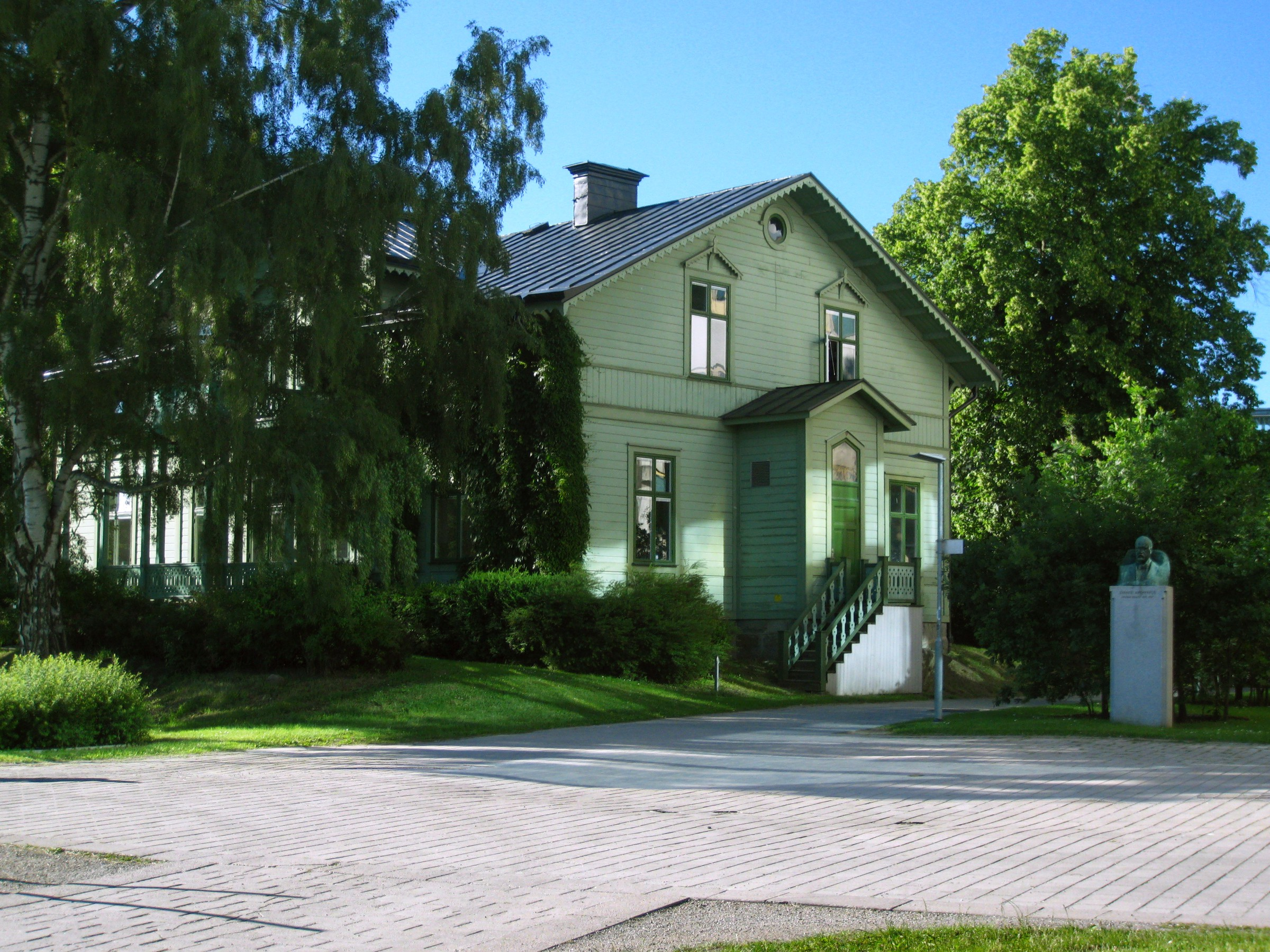
Gréens villa.

Gréens villa (även kallad Gröna villan) är en grön villa som ligger på Stockholms universitets campusområde. 

## Historik
Villa uppfördes på 1880-talet efter ritningar av arkitekten Adolf W. Edelsvärd. Den är uppkallad efter trädgårdsmannen John Gréen, som var bosatt där. Villan hade fram till 1960-talet en stor trädgård. Villan ägs och hyrs ut av det statligt ägda företaget Akademiska Hus. Sedan mars 2005 är villan föreningslokal åt Naturvetenskapliga Föreningen och sammanträdeslokal åt Naturvetenskapliga fakulteten. Före 2005 huserade Arkeologiska forskningslaboratoriet i Gréens villa.

## Övrigt
Gréens villa figurerar i tv-serien FCZ, i avsnitt 2, säsong 2.